# Пыяла
«Пыяла» (с тат. — «стекло», «осколок», «пиала») — заглавная песня из одноимённого альбома группы «Аигел», выпущенного в 2020 году на татарском языке. Одна из наиболее известных песен группы.

## История
Изначально композиция была отобрана саундтреком к сериалу «Топи», однако впоследствии группа записала отдельный сборник из 10 саундтреков к этому сериалу на русском языке.
Песня вышла в 2020 году под первым номером в треклисте в одноимённом альбоме «Пыяла».
В марте 2021 года песня впервые прозвучала на телевидении на «Первом канале» в программе «Вечерний Ургант», где группа исполнила трек вживую.
В 2023 году композиция стала саундтреком к сериалу Жоры Крыжовникова про казанские ОПГ 1980-х годов «Слово пацана. Кровь на асфальте». После выхода сериала трек попал в топ российских чартов и мирового чарта Shazam. В прессе высказали предположение, что это было связано с отсутствием упоминания группы в титрах сериала, так как её члены выступали против российского вторжения в Украину и эмигрировали из-за этого из России; пытающиеся найти композицию зрители не получали подсказки в титрах и использовали сервисы распознавания мелодий.

## Клип
21 января 2022 года на песню вышел официальный клип, являющийся черновиком фильма режиссёра Алины Насибуллиной.
Под клипом на YouTube содержится описание сюжета:
Девушка невольно попадет в ловушку, ловко расставленную любящими ее людьми. Ее семья владеет пилорамой в небольшом городке и промышляет незаконными вырубками, а жених помогает им их организовывать. Они от всего сердца желают ей семейного счастья и не понимают, как можно желать другого или не любить своего будущего мужа.Алина Насибуллина

## Чарты
| Чарты (2023)                | Высшая позиция |
| --------------------------- | -------------- |
| VK Музыка                   | 1              |
| Яндекс Музыка               | 1              |
| Apple Music Top 100: Russia | 1              |
| TikTok Billboard Top 50     | 11             |